# Dragotinci
 Ovo je glavno značenje pojma Dragotinci. Za druga značenja pogledajte Dragotinci (razdvojba).
Dragotinci je naselje u Republici Hrvatskoj, u sastavu Grada Petrinja, Sisačko-moslavačka županija. 

## Stanovništvo
Prema popisu stanovništva iz 2001. godine, naselje je imalo 71 stanovnika te 28 obiteljskih kućanstava.
| broj stanovnika | 204   | 287   | 272   | 311   | 390   | 381   | 361   | 381   | 294   | 270   | 241   | 223   | 211   | 160   | 71    | 63    | 38    |
|                 | 1857. | 1869. | 1880. | 1890. | 1900. | 1910. | 1921. | 1931. | 1948. | 1953. | 1961. | 1971. | 1981. | 1991. | 2001. | 2011. | 2021. |